# Olaszország éghajlata

Olaszország a Köppen-Geiger osztályozáson (angol nyelvű)

Olaszország éghajlata változatos, az egyes helyek éghajlata között nagy eltérés lehet. Az ország túlnyomó része a meleg nyarú mediterrán klímaterülethez tartozik, de igazi mediterrán éghajlat csak Pugliában, Campaniában, Calabriában, Szicilíában és Szardínián uralkodik. 

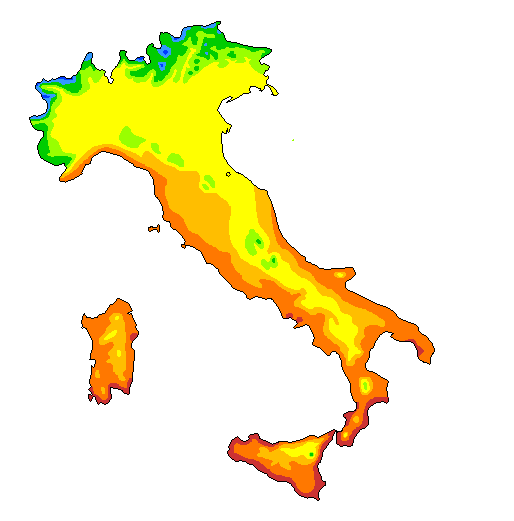
Olaszország éghajlati térképe Mario Pinna klimatológus alapján.
Mérsékelt éghajlat (Köppen C típusába tartoznak, de más besorolást követnek) :
szubtrópusi
meleg mérsékelt
partvidéki
mediterrán-kontinentális
hűvös mérsékelt
Hideg-mérsékelt éghajlat (Köppen D típusa) :
hideg mérsékelt
Hideg éghajlat (Köppen E típusa) :
hideg
glaciális

## Általános jellemzés
Északon a Pó-síkság átmenetet képvisel a mediterrán és a nedves kontinentális éghajlat között, míg az alpi területeken és az Appenninek magasabb szintjeiben hegyvidéki éghajlat alakult ki. Az ország jelentős észak-déli irányú kiterjedése, valamint a változatos domborzata miatt a hőmérsékletben elég nagy területi eltérések tapasztalhatók. 
Észak-Olaszország klímája jelentősen eltér az ország középső és déli részétől. Utóbbi mediterrán jellegű, enyhe téllel és meleg, de a tengeri levegőtől hűsített nyárral. A Pó-síkság tele hidegebb, nyara forróbb. A milánói nyári kánikula gyakran nehezebben viselhető el, mint a nápolyi.
Az országon belül több éghajlati zóna van. Az északi területeinek belső részei (például Torino, Milánó és Bologna környéke) viszonylag hűvös, nedves szubtrópusi éghajlatnak közepes szélességű változata (Köppen éghajlati osztályozása: Cfa), míg Liguria és Firenze déli részén fekvő partvidék általában illeszkedik a mediterrán éghajlati profilhoz (Köppen éghajlati osztályozásán: Csa).
Észak és dél között jelentős hőmérsékletkülönbség alakulhat ki, mindenekelőtt télen: Milánóban néhány téli napon akár fagypont alatt is maradhat a hőmérséklet és havazhat, míg Rómában ugyanekkor 8 °C, Palermóban 20 °C is lehet. Nyáron az ország különböző részei között a hőmérsékleti különbségek kevésbé extrémek.
Az olasz félsziget keleti partja kevésbé nedves a nyugati parthoz képest, de általában télen hidegebb. A Pescarától északra húzódó keleti partot néha a téli és tavaszi hideg bóra szelek befolyásolják, de a szél itt gyengébb, mint Trieszt körül.
Az ország nagy része bő csapadékot kap. Az átlagos évi összegek általában 700-1600 mm között változnak, a domborzatilag magasabb régiókban e fölé is emelkednek. A szárazabb területek évi 600 mm-nél kevesebb csapadékkal a Pó-síkságon, Apuliában, Szardínia keleti és déli partvidékén és Szicília déli részén fordulnak elő. 
Sajátos éghajlati jelenség a sirokkó, amely októbertől január végéig igen jelentős esőzést hozhat, míg nyáron egy meleg, időnként forró szél, amely a Szaharából homokot is magával sodorhat.

## Országrészenként

### Alpok vidéke
Az Alpok vidéke éghajlatára jellemző, hogy viszonylag télen-nyáron alacsony a hőmérséklet. A déli lejtők alján, részben az Alpok védőhatására, részben a kedvező napbesugárzás eredményeképp mediterrán jellegű éghajlat alakult ki.
A hegyrendszer egész területét bőséges csapadék öntözi, különösen a melegebb hónapokban. Ősztől tavaszig, meglehetősen hosszú ideig állandó hótakaró borítja a magasabb helyeket.

### Pó-síkság
A Pó-síkság – az Adriai-tengerpart kivételével – síkvidéki és Közép-Európához hasonlóan kontinentális éghajlatú terület, azonban mediterrán vonásokkal. A tél mérsékleten hideg és ködös, a nyár pedig fullasztóan meleg. Nincs sok eső, de a csapadék időbeli eloszlása eléggé egyenletes. Az Alpok lábánál levő területek éghajlatát a tavak közelsége módosítja. 

### Adriai-tengerpart
Az Adriai-tengerpart csaknem azonos éghajlatú a Trieszti-öböltől a pugliai Gargano-félszigetig. A tenger kevéssé enyhíti a telet, amikor is a rendkívül erős északkeleti szél, a nevezetes bóra fúj. Ezen a területen közepes mennyiségű csapadék mennyiség hullik, főleg tavasszal és ősszel. 

### Liguri- és Tirrén-tengerpart
A Liguri- és Tirrén-tengerpart jellegzetes éghajlata a tenger hatására és mert a szeleket felfogják az Alpok legnyugatibb 
és az Appenninek legkeletibb nyúlványai, igen enyhe.
Ez az enyheség azonban már nem érvényesül Toszkána belső területein: itt inkább kontinentális az éghajlat igen meleg nyarakkal és hideg telekkel, ha rövid ideig is tartanak e szélsőségek. 

### Appenninek
Az Appenninekben 700–800 m tszf. magasságban, a tengertől távolabb a tél igen hideg és havas lehet. Olykor bőséges a csapadék, aztán a nyári félévben gyakran hosszú hónapokig egy csepp sem esik.

### Szicília
Szicíliának elsősorban a partvidéken kialakult mediterrán éghajlatát a meleg nyár és enyhe, rövid tél, valamint egy október és március közötti csapadékos időszak jellemzi. Ezek az általános viszonyok mintegy 600 m tszf. magasság után a sziget belsejében érezhetően megváltoznak. A téli és nyári hőértékek csökkennek, a csapadék mennyisége növekszik.
A sirokkó a sziget keleti partjain nedves szélként lép fel, a sziget nyugati részén, elsősorban Palermo térségében, egy teljesen száraz szélként.

### Szardínia
Szardínia éghajlata jellegzetesen mediterrán. Nincs sok eltérés a tengerparti területek és a belső, hegyes vidékek klímája között. A tél mindig enyhe, nyáron a szelek enyhítik a forróság érzetét. Májustól októberig kellemes és frissítő az északnyugati szél, a misztrál, kellemetlen viszont ilyenkor a párafelhőket hozó, forró déli szél, a sirokkó. Csapadék nagyrészt októbertől májusig hullik.

## Napsütés

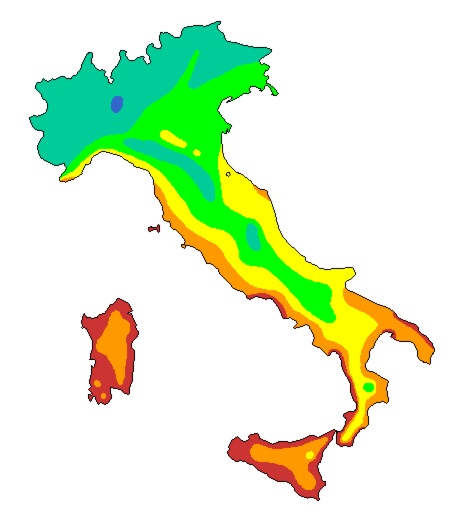
Az átlagos évi napsütés
sötétkék (legkevesebb) → piros (legtöbb)

| város    | Jan   | Feb   | Már   | Ápr   | Máj   | Jún   | Júl   | Aug   | Sze   | Okt   | Nov   | Dec   | évi  |
| -------- | ----- | ----- | ----- | ----- | ----- | ----- | ----- | ----- | ----- | ----- | ----- | ----- | ---- |
| Milánó   | 59    | 96    | 152   | 177   | 211   | 243   | 285   | 251   | 186   | 130   | 66    | 59    | 1915 |
| Torino   | 111.6 | 118.7 | 158.1 | 180.0 | 195.3 | 219.0 | 260.4 | 223.2 | 168.0 | 142.6 | 105.0 | 108.5 | 1990 |
| Padova   | 68.2  | 107.4 | 142.6 | 162.0 | 207.7 | 246.0 | 297.6 | 279.0 | 186.0 | 127.1 | 81.0  | 46.5  | 1951 |
| Velence  | 80.6  | 107.4 | 142.6 | 174.0 | 229.4 | 243.0 | 288.3 | 257.3 | 198.0 | 151.9 | 87.0  | 77.5  | 2037 |
| Trieszt  | 96.1  | 118.7 | 142.6 | 177   | 226.3 | 243   | 288.3 | 260.4 | 210   | 167.4 | 99    | 83.7  | 2113 |
| Genova   | 117.8 | 130.5 | 158.1 | 192.0 | 220.1 | 246.0 | 294.5 | 266.6 | 201.0 | 173.6 | 111.0 | 111.6 | 2223 |
| Bologna  | 77.5  | 96.1  | 151.9 | 174.0 | 229.4 | 255.0 | 291.4 | 260.4 | 201.0 | 148.8 | 81.0  | 74.4  | 2041 |
| Pisa     | 105.4 | 121.5 | 151.9 | 192.0 | 241.8 | 267.0 | 316.2 | 279.0 | 219.0 | 176.7 | 111.0 | 93.0  | 2275 |
| Rimini   | 65.1  | 92.4  | 148.8 | 162.0 | 220.1 | 258.0 | 297.6 | 257.3 | 204.0 | 164.3 | 96.0  | 74.4  | 2040 |
| Róma     | 120   | 132   | 167   | 201   | 263   | 285   | 331   | 297   | 237   | 195   | 129   | 111   | 2468 |
| Nápoly   | 114.7 | 127.6 | 158.1 | 189.0 | 244.9 | 279.0 | 313.1 | 294.5 | 234.0 | 189.1 | 126.0 | 105.4 | 2375 |
| Taranto  | 126   | 131   | 156   | 221   | 284   | 316   | 341   | 327   | 246   | 197   | 140   | 110   | 2595 |
| Messina  | 114.7 | 130.0 | 170.5 | 207.0 | 257.3 | 294.0 | 331.7 | 306.9 | 240.0 | 189.1 | 138.0 | 111.6 | 2491 |
| Catania  | 112.1 | 124.0 | 165.9 | 191.4 | 231.3 | 281.2 | 315.2 | 280.4 | 242.3 | 186.1 | 162.0 | 134.9 | 2427 |
| Cagliari | 150   | 163   | 209   | 218   | 270   | 311   | 342   | 321   | 243   | 209   | 150   | 127   | 2726 |
| Alghero  | 127.1 | 137.2 | 186.0 | 216.0 | 269.7 | 300.0 | 350.3 | 316.2 | 249.0 | 201.5 | 138.0 | 114.7 | 2606 |

összehasonlításképp:
| város    | Jan | Feb | Már | Ápr | Máj | Jún | Júl | Aug | Sze | Okt | Nov | Dec | évi  |
| -------- | --- | --- | --- | --- | --- | --- | --- | --- | --- | --- | --- | --- | ---- |
| Budapest | 62  | 93  | 137 | 177 | 234 | 250 | 271 | 255 | 187 | 141 | 69  | 52  | 1988 |

## Éghajlattáblázatok

### Észak
| Hónap                          | Jan. | Feb. | Már. | Ápr. | Máj. | Jún. | Júl. | Aug. | Szep. | Okt. | Nov. | Dec. | Év   |
| ------------------------------ | ---- | ---- | ---- | ---- | ---- | ---- | ---- | ---- | ----- | ---- | ---- | ---- | ---- |
| Átlagos max. hőmérséklet (°C)  | 5,9  | 9,0  | 14,3 | 17,4 | 22,3 | 26,2 | 29,2 | 28,5 | 24,4  | 17,8 | 10,7 | 6,5  | 17,7 |
| Átlagos min. hőmérséklet (°C)  | −1,0 | 0,3  | 3,8  | 7,0  | 11,6 | 15,4 | 18,0 | 17,6 | 14,0  | 9,0  | 3,7  | 0,0  | 8,3  |
| Átl. csapadékmennyiség (mm)    | 59   | 49   | 65   | 76   | 95   | 67   | 67   | 89   | 93    | 122  | 77   | 62   | 921  |
| Havi napsütéses órák száma     | 59   | 96   | 152  | 177  | 211  | 243  | 285  | 251  | 186   | 130  | 66   | 59   | 1915 |
| Forrás: Servizio Meteorologico |      |      |      |      |      |      |      |      |       |      |      |      |      |

| Hónap                                                                          | Jan. | Feb. | Már. | Ápr. | Máj. | Jún. | Júl. | Aug. | Szep. | Okt. | Nov. | Dec. | Év   |
| ------------------------------------------------------------------------------ | ---- | ---- | ---- | ---- | ---- | ---- | ---- | ---- | ----- | ---- | ---- | ---- | ---- |
| Átlagos max. hőmérséklet (°C)                                                  | 5,0  | 7,0  | 13,0 | 17,0 | 21,0 | 25,0 | 28,0 | 27,0 | 23,0  | 17,0 | 11,0 | 7,0  | 16,8 |
| Átlagos min. hőmérséklet (°C)                                                  | −3,0 | −2,0 | 2,0  | 6,0  | 10,0 | 14,0 | 16,0 | 16,0 | 13,0  | 7,0  | 2,0  | −2,0 | 6,6  |
| Átl. csapadékmennyiség (mm)                                                    | 41   | 53   | 77   | 104  | 120  | 98   | 67   | 80   | 70    | 89   | 76   | 42   | 917  |
| Forrás: a torinói meteorológiai állomás (Stazione Meteorologica Torino Centro) |      |      |      |      |      |      |      |      |       |      |      |      |      |

| Hónap | Jan.  | Feb.  | Már. | Ápr. | Máj. | Jún. | Júl. | Aug. | Szep. | Okt. | Nov. | Dec.  | Év    |
| --- | ----- | ----- | ---- | ---- | ---- | ---- | ---- | ---- | ----- | ---- | ---- | ----- | ----- |
| Rekord max. hőmérséklet (°C)                                                                                | 19,9  | 22,0  | 27,3 | 30,6 | 35,3 | 36,2 | 38,2 | 38,4 | 33,3  | 29,0 | 22,8 | 17,0  | 38,4  |
| Átlagos max. hőmérséklet (°C)                                                                               | 5,0   | 8,5   | 14,2 | 18,6 | 23,1 | 27,8 | 30,3 | 29,4 | 25,1  | 18,5 | 11,6 | 6,8   | 18,3  |
| Átlagos min. hőmérséklet (°C)                                                                               | −1,5  | 0,3   | 4,9  | 8,8  | 12,7 | 16,7 | 19,0 | 18,4 | 15,1  | 10,0 | 4,5  | 0,6   | 9,2   |
| Rekord min. hőmérséklet (°C)                                                                                | −19,4 | −14,6 | −9,3 | −2,5 | 0,2  | 5,2  | 9,4  | 8,1  | 3,8   | −5,8 | −8,2 | −15,2 | −19,4 |
| Átl. csapadékmennyiség (mm)                                                                                 | 64    | 64    | 71   | 83   | 105  | 100  | 86   | 101  | 73    | 98   | 87   | 55    | 987   |
| Forrás: Archivio climatico Enea-Casaccia, Ispra (precipitation), Servizio Meteorologico (extremes), meteoam |       |       |      |      |      |      |      |      |       |      |      |       |       |

| Hónap                                      | Jan.  | Feb.  | Már. | Ápr. | Máj. | Jún. | Júl. | Aug. | Szep. | Okt. | Nov. | Dec.  | Év    |
| ------------------------------------------ | ----- | ----- | ---- | ---- | ---- | ---- | ---- | ---- | ----- | ---- | ---- | ----- | ----- |
| Rekord max. hőmérséklet (°C)               | 16,0  | 22,9  | 24,8 | 29,4 | 32,5 | 35,0 | 38,2 | 37,2 | 34,0  | 29,0 | 21,9 | 16,8  | 38,2  |
| Átlagos max. hőmérséklet (°C)              | 5,7   | 8,8   | 13,1 | 17,5 | 22,4 | 26,0 | 28,4 | 27,9 | 24,5  | 18,8 | 11,5 | 6,5   | 17,6  |
| Átlaghőmérséklet (°C)                      | 2,2   | 4,7   | 8,3  | 12,5 | 17,0 | 20,7 | 23,0 | 22,4 | 19,2  | 13,8 | 7,6  | 3,1   | 12,9  |
| Átlagos min. hőmérséklet (°C)              | −1,4  | 0,5   | 3,5  | 7,4  | 11,6 | 15,3 | 17,5 | 16,9 | 13,8  | 8,8  | 3,7  | −0,4  | 8,1   |
| Rekord min. hőmérséklet (°C)               | −19,2 | −15,4 | −8,2 | −1,8 | 0,8  | 4,5  | 6,5  | 8,6  | 5,2   | −1,6 | −6,9 | −10,0 | −19,2 |
| Átl. csapadékmennyiség (mm)                | 70    | 57    | 67   | 68   | 79   | 88   | 64   | 80   | 58    | 66   | 87   | 62    | 846   |
| Havi napsütéses órák száma                 | 68    | 107   | 143  | 162  | 208  | 246  | 298  | 279  | 186   | 127  | 81   | 47    | 1951  |
| Forrás: Servizio Meteorologico (1961–1990) |       |       |      |      |      |      |      |      |       |      |      |       |       |

| Hónap                         | Jan. | Feb. | Már. | Ápr. | Máj. | Jún. | Júl. | Aug. | Szep. | Okt. | Nov. | Dec. | Év   |
| ----------------------------- | ---- | ---- | ---- | ---- | ---- | ---- | ---- | ---- | ----- | ---- | ---- | ---- | ---- |
| Átlagos max. hőmérséklet (°C) | 6,6  | 8,6  | 12,5 | 16,1 | 21,5 | 24,9 | 27,7 | 27,5 | 23,5  | 18,0 | 11,6 | 7,4  | 17,2 |
| Átlagos min. hőmérséklet (°C) | −0,1 | 0,8  | 4,1  | 7,8  | 12,7 | 16,1 | 18,3 | 17,7 | 14,3  | 9,6  | 4,0  | 0,6  | 8,9  |
| Átl. csapadékmennyiség (mm)   | 47   | 48   | 49   | 70   | 66   | 78   | 64   | 65   | 72    | 74   | 66   | 51   | 748  |
| Havi napsütéses órák száma    | 81   | 107  | 143  | 174  | 229  | 243  | 288  | 257  | 198   | 152  | 87   | 78   | 2037 |
| Forrás: (sun and humidity ),  |      |      |      |      |      |      |      |      |       |      |      |      |      |

| Jan              | Feb              | Mar              | Apr               | Maj               | Jun               | Jul               | Aug               | Sep               | Okt               | Nov               | Dec               | Éves              |
| ---------------- | ---------------- | ---------------- | ----------------- | ----------------- | ----------------- | ----------------- | ----------------- | ----------------- | ----------------- | ----------------- | ----------------- | ----------------- |
| 9,9 °C (49,8 °F) | 8,7 °C (47,7 °F) | 9,9 °C (49,8 °F) | 13,5 °C (56,3 °F) | 18,6 °C (65,5 °F) | 23,4 °C (74,1 °F) | 25,4 °C (77,7 °F) | 25,4 °C (77,7 °F) | 23,6 °C (74,5 °F) | 19,3 °C (66,7 °F) | 16,0 °C (60,8 °F) | 13,2 °C (55,8 °F) | 17,2 °C (63,0 °F) |

| Hónap                          | Jan.  | Feb.  | Már.  | Ápr. | Máj. | Jún. | Júl. | Aug. | Szep. | Okt. | Nov. | Dec.  | Év    |
| ------------------------------ | ----- | ----- | ----- | ---- | ---- | ---- | ---- | ---- | ----- | ---- | ---- | ----- | ----- |
| Rekord max. hőmérséklet (°C)   | 18,6  | 23,2  | 25,6  | 29,5 | 33,2 | 36,2 | 38,2 | 37,0 | 34,4  | 29,8 | 25,3 | 17,4  | 38,2  |
| Átlagos max. hőmérséklet (°C)  | 7,7   | 9,8   | 13,5  | 17,1 | 22,3 | 25,6 | 28,2 | 28,4 | 24,1  | 18,6 | 12,6 | 8,5   | 18,1  |
| Átlagos min. hőmérséklet (°C)  | −0,4  | 0,3   | 3,4   | 7,0  | 11,8 | 15,0 | 17,1 | 16,9 | 13,3  | 8,8  | 3,7  | 0,5   | 8,2   |
| Rekord min. hőmérséklet (°C)   | −14,6 | −11,6 | −10,0 | −4,8 | 1,4  | 5,6  | 8,2  | 6,6  | 3,0   | −3,2 | −8,4 | −18,6 | −18,6 |
| Átl. csapadékmennyiség (mm)    | 75    | 62    | 86    | 119  | 118  | 138  | 81   | 79   | 124   | 135  | 108  | 86    | 1211  |
| Forrás: Servizio Meteorologico |       |       |       |      |      |      |      |      |       |      |      |       |       |

| Hónap                                                         | Jan. | Feb. | Már. | Ápr. | Máj. | Jún. | Júl. | Aug. | Szep. | Okt. | Nov. | Dec. | Év   |
| ------------------------------------------------------------- | ---- | ---- | ---- | ---- | ---- | ---- | ---- | ---- | ----- | ---- | ---- | ---- | ---- |
| Átlagos max. hőmérséklet (°C)                                 | 7,6  | 9,0  | 12,2 | 16,5 | 21,6 | 25,0 | 27,9 | 27,7 | 23,3  | 17,8 | 12,3 | 8,8  | 17,5 |
| Átlagos min. hőmérséklet (°C)                                 | 3,8  | 4,3  | 6,6  | 10,0 | 14,5 | 17,8 | 20,3 | 20,4 | 16,8  | 12,7 | 8,1  | 5,0  | 11,7 |
| Átl. csapadékmennyiség (mm)                                   | 58   | 57   | 63   | 83   | 84   | 100  | 62   | 85   | 103   | 111  | 107  | 89   | 1003 |
| Havi napsütéses órák száma                                    | 96   | 119  | 143  | 177  | 226  | 243  | 288  | 260  | 210   | 167  | 99   | 84   | 2113 |
| Forrás: Rivista Ligure "La neve sulle coste del Maditerraneo" |      |      |      |      |      |      |      |      |       |      |      |      |      |

#### Liguria
| \| Hónap \| Jan. \| Feb. \| Már. \| Ápr. \| Máj. \| Jún. \| Júl. \| Aug. \| Szep. \| Okt. \| Nov. \| Dec. \| Év \| \| ------------------------------------------------------------------ \| ---- \| ---- \| ---- \| ---- \| ---- \| ---- \| ---- \| ---- \| ----- \| ---- \| ---- \| ---- \| ---- \| \| Átlagos max. hőmérséklet (°C) \| 11,5 \| 12,2 \| 14,6 \| 16,8 \| 20,5 \| 23,9 \| 27,3 \| 27,7 \| 24,4 \| 20,0 \| 15,1 \| 12,5 \| 18,9 \| \| Átlagos min. hőmérséklet (°C) \| 5,5 \| 6,0 \| 8,2 \| 10,5 \| 14,2 \| 17,6 \| 20,9 \| 21,0 \| 17,9 \| 13,8 \| 9,2 \| 6,5 \| 12,6 \| \| Átl. csapadékmennyiség (mm) \| 102 \| 74 \| 82 \| 88 \| 72 \| 58 \| 24 \| 69 \| 136 \| 171 \| 109 \| 93 \| 1079 \| \| Havi napsütéses órák száma \| 118 \| 131 \| 158 \| 192 \| 220 \| 246 \| 295 \| 267 \| 201 \| 174 \| 111 \| 112 \| 2223 \| \| Forrás: Rivista Ligure "La neve sulle coste del Maditerraneo" [14] \| \| \| \| \| \| \| \| \| \| \| \| \| \| |      |      |      |      |      |      |      |      |       |      |      |      |      |
| Hónap | Jan. | Feb. | Már. | Ápr. | Máj. | Jún. | Júl. | Aug. | Szep. | Okt. | Nov. | Dec. | Év   |
| Átlagos max. hőmérséklet (°C) | 11,5 | 12,2 | 14,6 | 16,8 | 20,5 | 23,9 | 27,3 | 27,7 | 24,4  | 20,0 | 15,1 | 12,5 | 18,9 |
| Átlagos min. hőmérséklet (°C) | 5,5  | 6,0  | 8,2  | 10,5 | 14,2 | 17,6 | 20,9 | 21,0 | 17,9  | 13,8 | 9,2  | 6,5  | 12,6 |
| Átl. csapadékmennyiség (mm) | 102  | 74   | 82   | 88   | 72   | 58   | 24   | 69   | 136   | 171  | 109  | 93   | 1079 |
| Havi napsütéses órák száma | 118  | 131  | 158  | 192  | 220  | 246  | 295  | 267  | 201   | 174  | 111  | 112  | 2223 |
| Forrás: Rivista Ligure "La neve sulle coste del Maditerraneo" |      |      |      |      |      |      |      |      |       |      |      |      |      |

### Toszkána
| Hónap                          | Jan.  | Feb. | Már. | Ápr. | Máj. | Jún. | Júl. | Aug. | Szep. | Okt. | Nov. | Dec. | Év    |
| ------------------------------ | ----- | ---- | ---- | ---- | ---- | ---- | ---- | ---- | ----- | ---- | ---- | ---- | ----- |
| Rekord max. hőmérséklet (°C)   | 17,6  | 21,0 | 24,0 | 27,9 | 30,9 | 35,0 | 37,8 | 38,8 | 36,2  | 30,2 | 24,0 | 20,4 | 38,8  |
| Átlagos max. hőmérséklet (°C)  | 11,4  | 12,6 | 15,2 | 17,8 | 22,2 | 26,0 | 29,4 | 29,5 | 25,7  | 20,9 | 15,3 | 11,8 | 19,9  |
| Átlagos min. hőmérséklet (°C)  | 2,2   | 2,5  | 4,4  | 7,2  | 10,7 | 14,1 | 16,7 | 17,2 | 14,3  | 10,7 | 6,1  | 3,4  | 9,2   |
| Rekord min. hőmérséklet (°C)   | −13,8 | −8,4 | −8,2 | −3,2 | 2,8  | 5,8  | 8,8  | 8,2  | 3,8   | 0,3  | −7,2 | −7,2 | −13,8 |
| Átl. csapadékmennyiség (mm)    | 63    | 58   | 60   | 89   | 62   | 48   | 25   | 49   | 102   | 140  | 124  | 74   | 894   |
| Havi napsütéses órák száma     | 105   | 122  | 152  | 192  | 242  | 267  | 316  | 279  | 219   | 177  | 111  | 93   | 2275  |
| Forrás: Servizio Meteorologico |       |      |      |      |      |      |      |      |       |      |      |      |       |

| Hónap                          | Jan. | Feb. | Már. | Ápr. | Máj. | Jún. | Júl. | Aug. | Szep. | Okt. | Nov. | Dec. | Év   |
| ------------------------------ | ---- | ---- | ---- | ---- | ---- | ---- | ---- | ---- | ----- | ---- | ---- | ---- | ---- |
| Átlagos max. hőmérséklet (°C)  | 10,9 | 12,5 | 15,7 | 18,5 | 23,7 | 27,7 | 31,4 | 31,5 | 26,7  | 20,9 | 14,7 | 11,1 | 20,5 |
| Átlagos min. hőmérséklet (°C)  | 2,0  | 2,5  | 4,9  | 7,5  | 11,6 | 15,0 | 17,7 | 17,7 | 14,4  | 10,1 | 5,1  | 2,6  | 9,3  |
| Átl. csapadékmennyiség (mm)    | 61   | 64   | 64   | 86   | 70   | 57   | 37   | 56   | 80    | 104  | 114  | 81   | 873  |
| Forrás: Servizio Meteorologico |      |      |      |      |      |      |      |      |       |      |      |      |      |

### Közép
| \| Hónap \| Jan. \| Feb. \| Már. \| Ápr. \| Máj. \| Jún. \| Júl. \| Aug. \| Szep. \| Okt. \| Nov. \| Dec. \| Év \| \| ------------------------------- \| ---- \| ---- \| ---- \| ---- \| ---- \| ---- \| ---- \| ---- \| ----- \| ---- \| ---- \| ---- \| ---- \| \| Átlagos max. hőmérséklet (°C) \| 11,9 \| 13,0 \| 15,2 \| 17,7 \| 22,8 \| 26,9 \| 30,3 \| 30,6 \| 26,5 \| 21,4 \| 15,9 \| 12,6 \| 20,4 \| \| Átlaghőmérséklet (°C) \| 7,5 \| 8,2 \| 10,2 \| 12,6 \| 17,2 \| 21,1 \| 24,1 \| 24,5 \| 20,8 \| 16,4 \| 11,4 \| 8,4 \| 15,2 \| \| Átlagos min. hőmérséklet (°C) \| 3,1 \| 3,5 \| 5,2 \| 7,5 \| 11,6 \| 15,3 \| 18,0 \| 18,3 \| 15,2 \| 11,3 \| 6,9 \| 4,2 \| 10,0 \| \| Átl. csapadékmennyiség (mm) \| 67 \| 73 \| 58 \| 81 \| 53 \| 34 \| 19 \| 37 \| 73 \| 113 \| 115 \| 81 \| 804 \| \| Havi napsütéses órák száma \| 120 \| 132 \| 167 \| 201 \| 263 \| 285 \| 331 \| 297 \| 237 \| 195 \| 129 \| 111 \| 2468 \| \| Forrás: Servizio Meteorologico, \| \| \| \| \| \| \| \| \| \| \| \| \| \| |      |      |      |      |      |      |      |      |       |      |      |      |      |
| Hónap | Jan. | Feb. | Már. | Ápr. | Máj. | Jún. | Júl. | Aug. | Szep. | Okt. | Nov. | Dec. | Év   |
| Átlagos max. hőmérséklet (°C) | 11,9 | 13,0 | 15,2 | 17,7 | 22,8 | 26,9 | 30,3 | 30,6 | 26,5  | 21,4 | 15,9 | 12,6 | 20,4 |
| Átlaghőmérséklet (°C) | 7,5  | 8,2  | 10,2 | 12,6 | 17,2 | 21,1 | 24,1 | 24,5 | 20,8  | 16,4 | 11,4 | 8,4  | 15,2 |
| Átlagos min. hőmérséklet (°C) | 3,1  | 3,5  | 5,2  | 7,5  | 11,6 | 15,3 | 18,0 | 18,3 | 15,2  | 11,3 | 6,9  | 4,2  | 10,0 |
| Átl. csapadékmennyiség (mm) | 67   | 73   | 58   | 81   | 53   | 34   | 19   | 37   | 73    | 113  | 115  | 81   | 804  |
| Havi napsütéses órák száma | 120  | 132  | 167  | 201  | 263  | 285  | 331  | 297  | 237   | 195  | 129  | 111  | 2468 |
| Forrás: Servizio Meteorologico, |      |      |      |      |      |      |      |      |       |      |      |      |      |

### Dél
| Hónap                                                  | Jan. | Feb. | Már. | Ápr. | Máj. | Jún. | Júl. | Aug. | Szep. | Okt. | Nov. | Dec. | Év   |
| ------------------------------------------------------ | ---- | ---- | ---- | ---- | ---- | ---- | ---- | ---- | ----- | ---- | ---- | ---- | ---- |
| Rekord max. hőmérséklet (°C)                           | 20,0 | 22,0 | 27,0 | 27,0 | 32,0 | 37,0 | 38,0 | 40,0 | 37,0  | 36,0 | 27,0 | 22,0 | 40,0 |
| Átlagos max. hőmérséklet (°C)                          | 12,0 | 12,0 | 15,0 | 17,0 | 22,0 | 26,0 | 29,0 | 29,0 | 26,0  | 21,0 | 16,0 | 13,0 | 19,9 |
| Átlaghőmérséklet (°C)                                  | 8,0  | 8,0  | 11,0 | 13,0 | 17,0 | 21,0 | 24,0 | 24,0 | 21,0  | 17,0 | 12,0 | 10,0 | 15,5 |
| Átlagos min. hőmérséklet (°C)                          | 4,0  | 5,0  | 6,0  | 8,0  | 12,0 | 16,0 | 18,0 | 18,0 | 16,0  | 12,0 | 8,0  | 2,0  | 10,4 |
| Rekord min. hőmérséklet (°C)                           | −5,0 | −2,0 | −2,0 | 0,0  | 0,0  | 8,0  | 10,0 | 10,0 | 7,0   | 2,0  | −2,0 | −3,0 | −5,0 |
| Átl. csapadékmennyiség (mm)                            | 90   | 80   | 70   | 70   | 50   | 30   | 20   | 30   | 70    | 130  | 120  | 110  | 870  |
| Forrás: a nápolyi meteorológiai állomás adatai alapján |      |      |      |      |      |      |      |      |       |      |      |      |      |

| Hónap                                       | Jan. | Feb. | Már. | Ápr. | Máj. | Jún. | Júl. | Aug. | Szep. | Okt. | Nov. | Dec. | Év   |
| ------------------------------------------- | ---- | ---- | ---- | ---- | ---- | ---- | ---- | ---- | ----- | ---- | ---- | ---- | ---- |
| Átlagos max. hőmérséklet (°C)               | 12,0 | 13,0 | 15,0 | 18,0 | 22,0 | 26,0 | 28,0 | 28,0 | 25,0  | 21,0 | 17,0 | 14,0 | 20,0 |
| Átlagos min. hőmérséklet (°C)               | 5,0  | 5,0  | 7,0  | 9,0  | 13,0 | 17,0 | 19,0 | 19,0 | 17,0  | 13,0 | 9,0  | 6,0  | 11,6 |
| Átl. csapadékmennyiség (mm)                 | 51   | 57   | 52   | 47   | 37   | 32   | 27   | 39   | 62    | 65   | 54   | 63   | 586  |
| Forrás: A bari meteorológiai állomás adatai |      |      |      |      |      |      |      |      |       |      |      |      |      |

### Szicília
| Hónap                          | Jan. | Feb. | Már. | Ápr. | Máj. | Jún. | Júl. | Aug. | Szep. | Okt. | Nov. | Dec. | Év   |
| ------------------------------ | ---- | ---- | ---- | ---- | ---- | ---- | ---- | ---- | ----- | ---- | ---- | ---- | ---- |
| Átlagos max. hőmérséklet (°C)  | 14,7 | 14,5 | 16,4 | 18,7 | 23,3 | 27,2 | 29,8 | 30,5 | 27,5  | 23,5 | 19,0 | 15,8 | 21,8 |
| Átlagos min. hőmérséklet (°C)  | 8,9  | 8,5  | 9,6  | 11,4 | 15,3 | 19,2 | 21,7 | 22,7 | 20,1  | 16,7 | 12,9 | 10,2 | 14,8 |
| Átl. csapadékmennyiség (mm)    | 98   | 110  | 78   | 65   | 36   | 18   | 7    | 32   | 65    | 106  | 118  | 124  | 855  |
| Forrás: Servizio Meteorologico |      |      |      |      |      |      |      |      |       |      |      |      |      |

| Hónap                         | Jan. | Feb. | Már. | Ápr. | Máj. | Jún. | Júl. | Aug. | Szep. | Okt. | Nov. | Dec. | Év   |
| ----------------------------- | ---- | ---- | ---- | ---- | ---- | ---- | ---- | ---- | ----- | ---- | ---- | ---- | ---- |
| Átlagos max. hőmérséklet (°C) | 15,8 | 16,4 | 17,8 | 20,3 | 24,2 | 28,3 | 31,7 | 32,0 | 29,1  | 24,7 | 20,3 | 16,8 | 23,2 |
| Átlaghőmérséklet (°C)         | 11,6 | 12,0 | 14,2 | 16,3 | 18,1 | 22,0 | 25,1 | 25,6 | 23,1  | 19,2 | 16,0 | 12,8 | 18,0 |
| Átlagos min. hőmérséklet (°C) | 8,3  | 8,4  | 10,5 | 12,3 | 14,6 | 16,6 | 18,5 | 19,2 | 17,1  | 13,7 | 11,7 | 9,7  | 13,4 |
| Átl. csapadékmennyiség (mm)   | 74   | 52   | 46   | 35   | 19   | 6    | 5    | 9    | 45    | 106  | 62   | 86   | 545  |
| Havi napsütéses órák száma    | 112  | 124  | 166  | 191  | 231  | 281  | 315  | 280  | 242   | 186  | 162  | 135  | 2427 |
| Forrás: Hong Kong Observatory |      |      |      |      |      |      |      |      |       |      |      |      |      |

| Hónap                                                                             | Jan. | Feb. | Már. | Ápr. | Máj. | Jún. | Júl. | Aug. | Szep. | Okt. | Nov. | Dec. | Év   |
| --------------------------------------------------------------------------------- | ---- | ---- | ---- | ---- | ---- | ---- | ---- | ---- | ----- | ---- | ---- | ---- | ---- |
| Átlagos max. hőmérséklet (°C)                                                     | 14,4 | 14,7 | 16,1 | 18,3 | 22,5 | 26,8 | 30,0 | 30,5 | 27,5  | 23,2 | 18,8 | 15,8 | 21,6 |
| Átlagos min. hőmérséklet (°C)                                                     | 10,1 | 9,8  | 10,9 | 12,5 | 16,4 | 20,4 | 23,4 | 24,2 | 21,5  | 17,8 | 14,1 | 11,6 | 16,1 |
| Átl. csapadékmennyiség (mm)                                                       | 103  | 100  | 83   | 68   | 34   | 13   | 20   | 26   | 64    | 114  | 120  | 103  | 847  |
| Havi napsütéses órák száma                                                        | 115  | 130  | 171  | 207  | 257  | 294  | 332  | 307  | 240   | 189  | 138  | 112  | 2491 |
| Forrás: Servizio Meteorologico (1971–2000) Clima en Messina desde 1957 hasta 2013 |      |      |      |      |      |      |      |      |       |      |      |      |      |

### Szardínia
| Hónap                               | Jan. | Feb. | Már. | Ápr. | Máj. | Jún. | Júl. | Aug. | Szep. | Okt. | Nov. | Dec. | Év   |
| ----------------------------------- | ---- | ---- | ---- | ---- | ---- | ---- | ---- | ---- | ----- | ---- | ---- | ---- | ---- |
| Átlagos max. hőmérséklet (°C)       | 14,4 | 15,0 | 17,1 | 19,5 | 23,8 | 28,2 | 31,4 | 31,7 | 27,9  | 23,7 | 18,8 | 15,5 | 22,3 |
| Átlagos min. hőmérséklet (°C)       | 5,4  | 5,5  | 7,2  | 9,4  | 13,1 | 16,8 | 19,7 | 20,2 | 17,5  | 14,1 | 9,9  | 6,8  | 12,2 |
| Átl. csapadékmennyiség (mm)         | 41   | 40   | 34   | 42   | 21   | 10   | 3    | 8    | 36    | 49   | 63   | 50   | 395  |
| Havi napsütéses órák száma          | 150  | 163  | 209  | 218  | 270  | 311  | 342  | 321  | 243   | 209  | 150  | 127  | 2713 |
| Forrás: meteo-climat-bzh.dyndns.org |      |      |      |      |      |      |      |      |       |      |      |      |      |

| Hónap                          | Jan. | Feb. | Már. | Ápr. | Máj. | Jún. | Júl. | Aug. | Szep. | Okt. | Nov. | Dec. | Év   |
| ------------------------------ | ---- | ---- | ---- | ---- | ---- | ---- | ---- | ---- | ----- | ---- | ---- | ---- | ---- |
| Átlagos max. hőmérséklet (°C)  | 13,8 | 14,0 | 15,5 | 17,6 | 22,0 | 26,0 | 29,4 | 29,8 | 26,6  | 22,3 | 17,6 | 14,7 | 20,8 |
| Átlagos min. hőmérséklet (°C)  | 5,8  | 5,7  | 6,5  | 8,3  | 11,5 | 15,0 | 17,4 | 18,0 | 15,8  | 12,8 | 9,1  | 6,8  | 11,1 |
| Átl. csapadékmennyiség (mm)    | 72   | 56   | 62   | 49   | 27   | 17   | 5    | 25   | 38    | 80   | 79   | 63   | 573  |
| Havi napsütéses órák száma     | 127  | 137  | 186  | 216  | 270  | 300  | 350  | 316  | 249   | 202  | 138  | 115  | 2606 |
| Forrás: Servizio Meteorologico |      |      |      |      |      |      |      |      |       |      |      |      |      |

| Hónap                         | Jan. | Feb. | Már. | Ápr. | Máj. | Jún. | Júl. | Aug. | Szep. | Okt. | Nov. | Dec. | Év   |
| ----------------------------- | ---- | ---- | ---- | ---- | ---- | ---- | ---- | ---- | ----- | ---- | ---- | ---- | ---- |
| Átlagos max. hőmérséklet (°C) | 14,6 | 15,2 | 16,5 | 18,4 | 22,7 | 27,6 | 30,5 | 30,8 | 27,0  | 22,2 | 17,8 | 15,4 | 21,6 |
| Átlagos min. hőmérséklet (°C) | 5,2  | 5,9  | 6,3  | 8,2  | 11,3 | 15,4 | 18,3 | 18,5 | 15,9  | 11,8 | 8,0  | 6,1  | 10,9 |
| Átl. csapadékmennyiség (mm)   | 47   | 73   | 63   | 56   | 37   | 18   | 6    | 28   | 41    | 58   | 56   | 98   | 582  |
| Havi napsütéses órák száma    | 127  | 138  | 186  | 213  | 279  | 312  | 360  | 316  | 249   | 195  | 138  | 118  | 2631 |
| Forrás: Aeronautica Militare  |      |      |      |      |      |      |      |      |       |      |      |      |      |

## Fordítás
- Ez a szócikk részben vagy egészben  a   Clima italiano című olasz Wikipédia-szócikk fordításán alapul.  Az eredeti cikk szerkesztőit annak laptörténete sorolja fel. Ez a jelzés csupán a megfogalmazás eredetét és a szerzői jogokat jelzi, nem szolgál a cikkben szereplő információk forrásmegjelöléseként.
- Ez a szócikk részben vagy egészben  a   Climate of Italy című angol Wikipédia-szócikk fordításán alapul.  Az eredeti cikk szerkesztőit annak laptörténete sorolja fel. Ez a jelzés csupán a megfogalmazás eredetét és a szerzői jogokat jelzi, nem szolgál a cikkben szereplő információk forrásmegjelöléseként.